# Ayana (cràter)
Ayana és un cràter d'impacte en el planeta Venus de 13,8 km de diàmetre. Porta el nom d'un antropònim altai, i el seu nom va ser aprovat per la Unió Astronòmica Internacional el 1994.